# Lijst van afleveringen van That '70s Show
Hieronder staat een lijst met afleveringen van de Amerikaanse sitcom That '70s Show.

## Overzicht
| Seizoen | Aantal afleveringen | Originele uitzenddatum | Regio 1 DVD      | Regio 2 DVD      | Aantal schijven |
| ------- | ------------------- | ---------------------- | ---------------- | ---------------- | --------------- |
| 1       | 25                  | 1998–1999              | 26 oktober 2004  | 27 maart 2008    | 4               |
| 2       | 26                  | 1999–2000              | 19 april 2005    | 27 maart 2008    | 4               |
| 3       | 25                  | 2000–2001              | 15 november 2005 | 8 mei 2008       | 4               |
| 4       | 27                  | 2001–2002              | 9 mei 2006       | 8 mei 2008       | 4               |
| 5       | 25                  | 2002–2003              | 17 oktober 2006  | 21 augustus 2008 | 4               |
| 6       | 25                  | 2003–2004              | 8 mei 2007       | 21 augustus 2008 | 4               |
| 7       | 25                  | 2004–2005              | 16 oktober 2007  | 13 november 2008 | 4               |
| 8       | 22                  | 2005–2006              | 1 april 2008     | 13 november 2008 | 4               |

## Seizoen 1 (1998–1999)
| Nr. serie | Nr. seizoen | Titel van aflevering    | Regisseur     | Schrijver                                   | Uitzenddatum      |  |
| --- | ----------- | ----------------------- | ------------- | ------------------------------------------- | ----------------- |  |
| 1 | 1           | That '70s Pilot         | Terry Hughes  | Bonnie Turner & Terry Turner & Mark Brazill | 22 augustus 1998  |  |
| Eric krijgt de sleutel van de Oldsmobile Vista Cruiser. Daarmee rijdt hij naar een concert van Todd Rundgren in Milwaukee en neemt Donna, Hyde, Kelso en Fez mee. Jackie nodigt zichzelf uit. Fez vertelt Kelso dat Donna verliefd is op Eric. Tijdens de rit begeeft de wagen het. Omdat men niet genoeg geld heeft, wil de hersteller de wagen maken in ruil voor twee tickets van het concert. Kelso en Jackie worden door de groep verplicht hun tickets af te staan. Tijdens het concert wil Jackie haar relatie met Kelso verbreken, maar het koppel beslist om samen te blijven. Op het einde van de aflevering kust Donna Eric.                                                 |             |                         |               |                                             |                   |  |
| 2 | 2           | Eric's Birthday         | David Trainer | Bonnie Turner & Terry Turner                | 29 augustus 1998  |  |
| Eric wil voorkomen dat zijn moeder een verrassingsverjaardagsfeest geeft voor zijn zeventiende verjaardag. Laurie, die op een hogeschool zit, komt tijdelijk naar huis. Kelso tracht haar te verleiden, hoewel hij een relatie heeft met Jackie. Donna dubt over wat ze zou kopen als geschenk nu ze Eric heeft gekust en niet weet of ze nu wel of niet een relatie met hem heeft. |             |                         |               |                                             |                   |  |
| 3 | 3           | Streaking               | David Trainer | Eric Gilliland                              | 6 september 1998  |  |
| De vader van Jackie heeft president Gerald Ford gevraagd om Point Place te bezoeken in het kader van de presidentsverkiezingen. Eric, Hyde, Fez en Kelso beslissen om tijdens de speecht te streaken, wat ze uiteindelijk niet doen omwille van de vele security. Donna weigert een kleed in de vorm van de Amerikaanse vlag te dragen. Red mag aan de president een vraag stellen, maar stottert en blokkeert. Om zijn vader uit deze situatie te halen, zet Eric een masker op van Richard Nixon en streakt. |             |                         |               |                                             |                   |  |
| 4 | 4           | Battle of the Sexists   | David Trainer | Joshua Sternin & Jeffrey Ventimilia         | 20 september 1998 |  |
| Eric en Donna hebben ruzie omdat zij steeds wint met allerhande spelletjes. Jackie raadt Donna aan om Eric te laten winnen. Wegens te weinig werk in de autogarage moet Red minder gaan werken. Tijdens deze extra tijd voert hij thuis allerhande reparaties uit, tot ongenoegen van Kitty. |             |                         |               |                                             |                   |  |
| 5 | 5           | Eric’s Burger Job       | David Trainer | Mark Brazill                                | 27 september 1998 |  |
| Donna geeft Eric enkele tips dat ze met hem alleen thuis wil zijn, maar hij snapt haar bedoelingen niet. Op aanraden van Kelso organiseert ze een feestje. Echter, de jongens hebben allen gesolliciteerd naar een job in een hamburgertent en enkel Eric werd aangeworven. Daardoor kan hij niet naar het feestje. Wanneer hij beseft wat Donna bedoelde gaat hij alsnog, maar haar ouders arriveren op datzelfde moment. Omdat Eric vindt dat hij te weinig tijd kan vrijmaken voor zijn relatie, neemt hij ontslag. |             |                         |               |                                             |                   |  |
| 6 | 6           | The Keg                 | David Trainer | Dave Schiff                                 | 25 oktober 1998   |  |
| De groep vindt op straat een biervat en gaan naar een huis-met-zwembad dat te koop staat. Omdat ze geen tapkraan hebben, gaat Kelso er eentje kopen, maar deze breekt in twee. Daarop tracht Eric de tapkraan van zijn ouders te stelen waarbij hij Kitty en Midge dronken maakt. Red en Bob achterhalen dat de kinderen ergens een feestje houden en zoeken hen op. Ondertussen komt de makelaar – Jackie's moeder – met potentiële kopers naar het huis. Eric komt aan met de tapkraan, maar het feestje werd door de ouders reeds stilgelegd. De kinderen gaan naar huis. Red en Bob beslissen om het vat met hun getweeën op te drinken.                                            |             |                         |               |                                             |                   |  |
| 7 | 7           | That Disco Episode      | David Trainer | Bonnie Turner & Terry Turner                | 8 november 1998   |  |
| De groep gaat naar een discoparty in Kenosha. Omdat Hyde niet kan dansen, volgt hij lessen bij Kitty. Daardoor denkt Bob dat Kitty en Hyde een affaire hebben. Midge praat hierover met Kitty waardoor Kitty denkt dat Midge een affaire heeft. Wanneer Red via Bob over deze affaire verneemt, wil hij Hyde iets aandoen. Dan leggen Kitty en Hyde uit dat het over danslessen gaat. Op de party wordt duidelijk dat Kelso niet kan dansen waardoor Jackie zich schaamt. Fez danst daarom met haar en hij blijkt talent te hebben. Hyde vraagt Donna om met hem te dansen in een poging haar te verleiden. Kelso bedreigt Fez en zegt dat hij van zijn vriendin Jackie moet afblijven. |             |                         |               |                                             |                   |  |
| 8 | 8           | Drive-In                | David Trainer | Mark Hudis                                  | 15 november 1998  |  |
| Eric, Donna, Jackie en Kelso gaan naar de drive-in waar men The Omen speelt. Jackie en Kelso hebben ruzie en worden uit de wagen gezet. Zij verbreken daarop hun relatie. Het gastgezin waar Fez verblijft is tegen rock-muziek wat zij omschrijven als "muziek van de duivel". Daarom steken hij en Hyde dergelijke platen in hoezen van Pat Boone. Kitty en Red gaan uit omdat zij denkt dat hun huwelijk te voorspelbaar is. Ze gaan naar een duur restaurant, maar dat blijkt afgebrand te zijn en vervangen door een goedkope snackbar. Daarop beslissen ze om gemeenschap te hebben in de wagen.                                                                                  |             |                         |               |                                             |                   |  |
| 9 | 9           | Thanksgiving            | David Trainer | Jackie Behan & Jeff Filgo                   | 22 november 1998  |  |
| Laurie nodigt haar vriendin Kate uit om Thanksgiving Day te vieren. Bernice, de moeder van Red, telefoneert om de haverklap naar Kitty betreffende het diner dat tijdens het feest wordt geserveerd. Donna is boos wanneer ze verneemt dat Kate Eric heeft gekust. Red wil de halftijdse job die Bob hem heeft aangenomen niet aanvaarden. Gastoptreden van Jenny Maguire |             |                         |               |                                             |                   |  |
| 10 | 10          | Sunday, Bloody Sunday   | David Trainer | Linda Wallem                                | 29 november 1998  |  |
| Red's onuitstaanbare moeder komt op bezoek. Kitty tracht te stoppen met roken. Eric moet een schoolwerk afmaken. Kelso wil zijn relatie met Jackie verbreken, maar weet niet hoe haar dit te zeggen. Gastoptreden van Marion Ross |             |                         |               |                                             |                   |  |
| 11 | 11          | Eric's Buddy            | David Trainer | Philip Stark                                | 6 december 1998   |  |
| Eric spendeert meer en meer tijd met Buddy. Buddy is homoseksueel en kust Eric. Eric zegt Buddy dat hij niets heeft tegen homo's, maar geen relatie wil omdat hijzelf hetero is. Red is gestart in de bouwmarkt van Bob, maar heeft moeilijkheden met het bedienen van de klanten. |             |                         |               |                                             |                   |  |
| 12 | 12          | The Best Christmas Ever | David Trainer | Terry Turner & Philip Stark                 | 13 december 1998  |  |
| Red geeft Eric 40 Amerikaanse dollar om een kerstboom te kopen. Eric, Hyde en Kelso beslissen om het geld te houden om bier en geschenken te kopen en kappen zelf een boom om. Red heeft op kerstavond dienst in de bouwmarkt. Laurie doet wodka in de punch. Laatste aflevering die zich afspeelt in 1976 |             |                         |               |                                             |                   |  |
| 13 | 13          | Ski Trip                | David Trainer | Jeff Filgo & Jackie Behan                   | 17 januari 1999   |  |
| De groep gaat op skireis. Jackie dumpt Kelso omdat hij Pam Macey trachtte te verleiden. Jackie nodigt iedereen, behalve Kelso, uit in haar skihut. Hyde tracht nogmaals Donna te verleiden, maar zij slaat hem in het gezicht. Eerste aflevering die zich afspeelt in 1977 |             |                         |               |                                             |                   |  |
| 14 | 14          | Stolen Car              | David Trainer | Mark Hudis                                  | 24 januari 1999   |  |
| Nadat Red een kras op de Vista Cruiser vindt, neemt hij de autosleutel van Eric af. Daardoor moeten Eric, Fez, Kelso en Hyde de wagen lenen van Kelso's neef. Ze worden tegengehouden door de politie en dan blijkt dat de wagen gestolen is. Jackie wil gemeenschap met Kelso. Bob is niet blij dat Midge een cursus vrouwenemancipatie volgt. |             |                         |               |                                             |                   |  |
| 15 | 15          | That Wrestling Show     | David Trainer | Jeff Filgo & Jackie Behan                   | 7 februari 1999   |  |
| Kitty wil dat Red meer tijd doorbrengt met zijn zoon. Vandaar dat hij met Eric en de rest van de groep naar een worstelwedstrijd gaat. Hyde en Fez aanhoren Bobs geklaag betreffende de cursus die Midge volgt en zo geraken de jongens aan bier. Kitty en Laurie beslissen om deel te nemen aan de cursus van de vrouwenemancipatie. Jackie en Kelso hebben gemeenschap. Nu doet zij alles wat hij vraagt uit vrees dat hij haar saai zou beginnen te vinden. Gastoptreden van Dwayne Johnson, Ken Shamrock, Matt Hardy, Jeff Hardy en Ernie Ladd. |             |                         |               |                                             |                   |  |
| 16 | 16          | First Date              | David Trainer | Mark Brazill                                | 14 februari 1999  |  |
| Eric en Donna gaan samen uit. Hij wil haar vragen om zijn vriendin te worden. Hyde, ook verliefd op Donna, verstoort de uitstap. Red en Kitty realiseren dat ze niets gemeen hebben met Bob en Midge. Jackie en Kelso hebben gemeenschap in de wagen. |             |                         |               |                                             |                   |  |
| 17 | 17          | The Pill                | David Trainer | Linda Wallem                                | 21 februari 1999  |  |
| Jackie denkt zwanger te zijn en vertrouwt dit toe aan Eric. Hij verklapt dit aan Donna. Wanneer Kelso dit verneemt, valt hij flauw. Donna bespreekt Jackie's probleem met Midge. Laurie tracht te verbergen dat ze gebuisd is in haar examens op de hogeschool. Bob ontdekt dat Donna anticonceptiepillen neemt en licht Red en Kitty in. Zij leggen Eric op de rooster. Jackie blijkt toch niet zwanger te zijn en verbreekt haar relatie met Kelso. |             |                         |               |                                             |                   |  |
| 18 | 18          | Career Day              | David Trainer | Joshua Sternin & Jeffrey Ventimilia         | 28 februari 1999  |  |
| De kinderen moeten in het kader van een project een dag doorbrengen op het werk van hun ouders. Eric gaat met zijn moeder Kitty naar het ziekenhuis. Hyde gaat met Fez naar de cafetaria van Hyde's moeder. Donna gaat naar "Bargain Bob" en zegt haar vader dat ze beschaamd is over zijn beroep. Kelso tracht te snappen wat zijn vader doet. Jackie en Red willen de kras in de Vista Cruiser verwijderen. Gastoptreden van Francis Guinan |             |                         |               |                                             |                   |  |
| 19 | 19          | Prom Night              | David Trainer | Philip Stark                                | 7 maart 1999      |  |
| Kelso gaat met Pam Macey naar het eindejaarsbal enkel om Jackie jaloers te maken. Daardoor gaat Jacky met Hyde. Eric huurt een hotelkamer in de hoop gemeenschap te hebben met Donna. Midge wil haar eigen bedrijf oprichten, maar Bob is tegen dit idee. Kelso en Jackie worden terug een koppel. Gastoptreden van Jennifer Lyons en Gloria Gaynor |             |                         |               |                                             |                   |  |
| 20 | 20          | A New Hope              | David Trainer | Joshua Sternin & Jeffrey Ventimilia         | 14 maart 1999     |  |
| De groep gaat naar Star Wars kijken. Kelso wordt door de film geobsedeerd. Red krijgt zijn volledige uren terug bij zijn werkgever, maar Eric verneemt via David, de zoon van de baas van het bedrijf, dat dat bedrijf weldra de deuren sluit. Verder heeft David een oogje op Donna wat Eric niet is ontgaan. Daardoor krijgt Eric een nachtmerrie over Star Wars waarbij hijzelf Luke Skywalker is. Hyde is Han Solo, Kelso Chewbacca, Red Obi-Wan Kenobi, Fez en Jackie Imperial Stormtroopers, Donna Prinses Leia, David Darth Vader en Kitty een kuisvrouw waarbij R2-D2 een stofzuiger is.                                                                                        |             |                         |               |                                             |                   |  |
| 21 | 21          | Water Tower             | David Trainer | Jeff Filgo & Jackie Behan                   | 14 juni 1999      |  |
| De jongens schilderen een cannabisplant op de watertoren. Daarbij valt Kelso van de toren en breekt zijn arm. Jackie tracht Kelso te doen geloven dat hij viel omwille van Hyde. Eric is getraumatiseerd nadat hij zijn ouders betrapte tijdens gemeenschap. Door zijn gedrag denken zijn ouders dat hun zoon drugs neemt. |             |                         |               |                                             |                   |  |
| 22 | 22          | Punk Chick              | David Trainer | Dave Schiff                                 | 21 juni 1999      |  |
| Hyde ontmoet een meisje met wie hij naar New York wil om een punkband op te starten. Eric kan hem overhalen om in Point Place te blijven. Kelso wil het Pong-spel van Red uitdagender maken. Jacky schakelt hulp in van Kitty voor haar schooltaak economie. Eric wil met Donna nogmaals gemeenschap. |             |                         |               |                                             |                   |  |
| 23 | 23          | Grandma's Dead          | David Trainer | Arthur F. Montmorency                       | 12 juli 1999      |  |
| Eric denkt dat hij zijn grootmoeder ongewild vermoordde tijdens een autorit nadat hij haar vroeg "of ze zou sterven indien ze vriendelijker zou zijn". Red heeft moeite om de dood van zijn moeder te verwerken en is beschaamd over het gedrag van zijn emotionele broer Marty. Gastoptreden van Pat Skipper |             |                         |               |                                             |                   |  |
| 24 | 24          | Hyde Moves In           | David Trainer | Mark Hudis                                  | 19 juli 1999      |  |
| Edna, de moeder van Hyde, verdwijnt met de noorderzon. Nadat Hydes voedselvoorraad zo goed als op is, overtuigt Eric zijn ouders om Hyde op te nemen in het gezin. Jackie is verkouden. |             |                         |               |                                             |                   |  |
| 25 | 25          | The Good Son            | David Trainer | Arthur F. Montmorency                       | 26 juli 1999      |  |
| Eric vindt dat zijn ouders al hun vrije tijd spenderen aan Hyde. Daarom vernielt hij opzettelijk allerlei dingen en tracht de schuld op Hyde te steken. Oorlogsveteraan Bull brengt zijn oude vriend Red een bezoek. Red is jaloers op het succes van Bull en overdenkt zijn leven. Hij en Kitty zijn verrast wanneer Bull en zijn vrouw hen uitnodigen op een swingersparty. Gastoptreden van Mitch Pileggi en Arlene Pileggi |             |                         |               |                                             |                   |  |

## Seizoen 2 (1999–2000)
| Nr. serie | Nr. seizoen | Titel van aflevering       | Regisseur     | Schrijver                           | Uitzenddatum      |  |
| --- | ----------- | -------------------------- | ------------- | ----------------------------------- | ----------------- |  |
| 26 | 1           | Garage Sale                | David Trainer | Dave Schiff                         | 28 september 1999 |  |
| Red ontvangt bericht dat de fabriek waar hij werkt sluit. De familie Forman houdt een garageverkoop. Hyde heeft spacecake gemaakt die door Red, Kitty, Bob en Midge wordt opgegeten. Een stoned Red verkoopt Erics auto. Fez kust Jackie en krijgt van Kelso een vuistslag in zijn gezicht. |             |                            |               |                                     |                   |  |
| 27 | 2           | Red's Last Day             | David Trainer | Mark Brazill                        | 5 oktober 1999    |  |
| Na hun laatste werkdag gaan Red en enkele collega's naar een bar en drinken zich dronken. Eric, Hyde en Fez halen hen op, maar worden ook dronken. Kelso krijgt een busje van een oom. Laurie tracht Kelso te verleiden. Jackie en Donna praten over seks. |             |                            |               |                                     |                   |  |
| 28 | 3           | The Velvet Rope            | David Trainer | Joshua Sternin & Jeffrey Ventimilia | 12 oktober 1999   |  |
| Donna gaat met Erik, Hyde en Fez naar een dansclub in Chicago, maar enkel zij wordt aan de inkom toegelaten. De jongens zoeken een manier om ook binnen te geraken. Kelso krijgt een herstyling van Jackie. Red solliciteert naar een job in de stad, maar zowat al zijn ex-collega's solliciteren naar diezelfde positie. |             |                            |               |                                     |                   |  |
| 29 | 4           | Laurie and the Professor   | David Trainer | Linda Wallem                        | 19 oktober 1999   |  |
| Een professor van Lauries hogeschool komt de familie Forman bezoeken en tracht Laurie te overtuigen haar studies te hervatten. Eric ontdekt de ware toedracht van het bezoek. Hyde vindt geen geschikte slaapplaats. De ouders van Donna hebben huwelijksproblemen. Zowel haar vader als moeder trachten haar voor zich te winnen door met haar te gaan winkelen. Gastoptreden van Stephen Tobolowsky |             |                            |               |                                     |                   |  |
| 30 | 5           | That '70s Halloween        | David Trainer | Joshua Sternin & Jeffrey Ventimilia | 26 oktober 1999   |  |
| Tijdens Halloween vindt de groep een gedeelte van het archief terug in de afgebrande lagere school. In dat archief zitten documenten over de leerlingen. Zo blijkt dat Donna regelmatig streakte, Kelso dubbelde het eerste jaar, Jackies middelste naam is Beulah, Eric was verantwoordelijk de eerste keer dat Hyde in problemen kwam en Hyde kuste Donna. Voor onduidelijke reden was Fez destijds ook op die school en vond Jackie dat Fez beter kon kussen dan Kelso. Red en Kitty halen herinneringen op over de eerste keer dat ze samen Halloween vierden in Point Place. |             |                            |               |                                     |                   |  |
| 31 | 6           | Vanstock                   | David Trainer | Arthur F. Montmorency               | 2 november 1999   |  |
| De groep en Laurie gaan op stap. Donna is boos op Eric omdat hij haar niet vertelde dat Kelso een relatie heeft met Laurie. Hyde maakt grappen over deze relatie tot ongenoegen van Kelso. Eerder onder invloed van Midge begint Red naar soapseries te kijken. |             |                            |               |                                     |                   |  |
| 32 | 7           | I Love Cake                | David Trainer | Jeff Filgo                          | 9 november 1999   |  |
| Nadat Donna tegen Eric zegt dat ze van hem houdt, weet hij niet hoe te reageren. Jackie koopt voor Kelso een lederen jas waardoor hij op Fonzie lijkt. Bob wordt door zijn vrouw Midge het huis uitgezet. Hij verhuist naar Red en Kitty. Zij zijn hier niet mee opgezet en willen dat Bob het zo snel mogelijk goedmaakt met zijn vrouw. |             |                            |               |                                     |                   |  |
| 33 | 8           | Sleepover                  | David Trainer | Dean Batali & Rob Des Hotel         | 16 november 1999  |  |
| Eric en Donna slapen samen, maar hebben geen gemeenschap. Dit wordt onderwerp van spot voor de rest van de jongens. Daar Red nog steeds geen werkt heeft, moet de familie op alles besparen. Daarom neemt Hyde een job aan in een fotowinkel die wordt uitgebaat door Leo, een hippie. Eerste aflevering met Tommy Chong als Leo |             |                            |               |                                     |                   |  |
| 34 | 9           | Eric Gets Suspended        | David Trainer | Philip Stark                        | 30 november 1999  |  |
| Eric wordt geschorst van school nadat hij werd betrapt met een pakje sigaretten van Donna. Als straf moet hij van Red een volledig pakje smoren. Jackie is boos op Kelso omdat zij zijn busje niet mag inrichten. Hyde en Fez hebben een blind date. |             |                            |               |                                     |                   |  |
| 35 | 10          | Red's Birthday             | David Trainer | Mark Hudis                          | 7 december 1999   |  |
| Red viert zijn verjaardag. Dit wordt een ramp wanneer blijkt dat zowel Bob als Midge met hun nieuwe partner arriveren. Eric denkt dat Donna hem niet vertrouwt. Jackie denkt dat Kelso iets voor haar verbergt. |             |                            |               |                                     |                   |  |
| 36 | 11          | Laurie Moves Out           | David Trainer | John Schwab                         | 14 december 1999  |  |
| Laurie gaat apart wonen en liegt tegen Red over met wie ze gaat samenwonen. Jackie is er meer van overtuigd dat Kelso haar bedroog. Kelso vraagt advies aan Hyde hoe dat geheim te verbergen. |             |                            |               |                                     |                   |  |
| 37 | 12          | Eric's Stash               | David Trainer | Chris Peterson                      | 11 januari 2000   |  |
| Eric wil een verjaardagsgeschenk kopen voor Donna, maar komt tot de conclusie dat iemand zijn spaarpot heeft leeggeroofd. Jackie en Kelso nemen deel aan een schoonheidswedstrijd. |             |                            |               |                                     |                   |  |
| 38 | 13          | Hunting                    | David Trainer | Mark Brazill                        | 18 januari 2000   |  |
| De mannen gaan op hertenjacht, terwijl de vrouwen thuis pokeren. Laurie speelt vals waardoor Kitty wint. Red praat met zijn zoon waarom hij hem streng opvoedt. |             |                            |               |                                     |                   |  |
| 39 | 14          | Red Gets a Job             | David Trainer | Jeff Filgo & Jackie Filgo           | 1 februari 2000   |  |
| Price Mart, een warenhuis, gaat weldra open. Red solliciteert naar een managersfunctie, maar is geërgerd wanneer blijkt dat Eric er is aangenomen als magazijnier. Laurie wil een echte relatie met Kelso. Hij overdenkt of hij dit wel wil. Laurie chanteert hem met zijn ontrouw ten opzichte van Jackie. |             |                            |               |                                     |                   |  |
| 40 | 15          | Burning Down the House     | David Trainer | Dave Schiff                         | 7 februari 2000   |  |
| Jackie wil een klein feestje houden, maar Kelso nodigt al zijn vrienden en kennissen uit. Tijdens het feest ontstaat er brand in het huis. Red ontdekt dat Bob een pruik draagt. |             |                            |               |                                     |                   |  |
| 41 | 16          | The First Time             | David Trainer | Mark Hudis                          | 14 februari 2000  |  |
| Bob en Midge hertrouwen en willen dat Donna hun huwelijksbelofte schrijft. Zij weet echter niet hoe ze haar gevoelens moet verantwoorden. Kitty is ontgoocheld wanneer blijkt dat ze niet als bruidsmeisje werd gevraagd. Gastoptredens van Maud Adams, Kristina Wayborn, en Barbara Carrera |             |                            |               |                                     |                   |  |
| 42 | 17          | Afterglow                  | David Trainer | Jeffrey Ventimilia                  | 21 februari 2000  |  |
| Eric en Donna hebben voor de eerste keer gemeenschap. Eric is ontgoocheld omdat Donna vindt dat hij onhandig en vreemd handelde tijdens de daad. Red krijgt zijn eerste loon van Price Mart en wil een motorfiets kopen. |             |                            |               |                                     |                   |  |
| 43 | 18          | Kitty and Eric's Night Out | David Trainer | Linda Wallem                        | 28 februari 2000  |  |
| Red wil dat Eric en Kitty samen uitgaan. Hyde is verward waarom zijn eerdere blind date nu met Fez uitgaat. Donna merkt op dat Jackie jaloers is op dat meisje. |             |                            |               |                                     |                   |  |
| 44 | 19          | Parents Find Out           | David Trainer | Mark Hudis                          | 7 maart 2000      |  |
| Eric en Donna worden door de politie betrapt terwijl ze gemeenschap hadden in de auto. Kitty is door dit nieuws helemaal van slag. Kelso installeert een 27 MC-toestel in zijn busje. |             |                            |               |                                     |                   |  |
| 45 | 20          | Kiss of Death              | David Trainer | Rob Des Hotel & Dean Batali         | 30 maart 2000     |  |
| Kelso besluit om zijn geheime relatie met Laurie te beëindigen. Tijdens de afscheidskus worden ze betrapt door Jackie die op haar beurt haar relatie met Kelso beëindigd. Eric rijdt per ongeluk Mr Bonkers, de kat van Donna, omver. Fez moet naar het ziekenhuis omwille van hevige buikpijn. |             |                            |               |                                     |                   |  |
| 46 | 21          | Kelso's Serenade           | David Trainer | Linda Wallem                        | 27 maart 2000     |  |
| Kelso wil het hart van Jackie opnieuw veroveren en schrijft een lied. Jackie is niet onder de indruk. Red, Kitty en Laurie brengen hun verbitterde tante Pearl een bezoek. Eric en Donna hebben een communicatieprobleem. Gastoptreden van Connie Sawyer |             |                            |               |                                     |                   |  |
| 47 | 22          | Jackie Moves On            | David Trainer | Philip Stark                        | 3 april 2000      |  |
| Fez vraagt Laurie voor een date. Eric en Laurie hun onderlinge liefde-haatverhouding komt tot een toppunt wanneer er verschillende geheimen over hun kinder- en jeugdjaren uitkomen. Red is boos op Kitty wanneer blijkt dat zij de ketting van zijn moeder heeft verpand om eten te kopen. |             |                            |               |                                     |                   |  |
| 48 | 23          | Holy Crap!                 | David Trainer | Rob Des Hotel & Dean Batali         | 1 mei 2000        |  |
| Eric en Laurie beslissen om niet langer misdiensten bij te wonen, tot ontsteltenis van Kitty. Jackie voelt zich aangetrokken tot Kelso sinds hij zijn baard laat groeien. |             |                            |               |                                     |                   |  |
| 49 | 24          | Red Fired Up               | David Trainer | Dave Schiff                         | 8 mei 2000        |  |
| Red vliegt op het werk niet langer uit tegen Eric, maar tegen zijn collega Earl. Uiteindelijk leidt dit tot het ontslag van Earl. Eric moet nu aan de directieleden uitleggen wat hij vindt van het gedrag van Red. Kelso herstart zijn relatie met Laurie tot ongenoegen van de anderen. Gastoptreden van Robert Clendenin |             |                            |               |                                     |                   |  |
| 50 | 25          | Cat Fight Club             | David Trainer | Philip Stark                        | 15 mei 2000       |  |
| Hyde leert Jackie hoe Zen te zijn wanneer ze door Laurie wordt beledigd. Red ontdekt dat Kelso en Laurie terug een koppel vormen en heeft een gesprek met hem. |             |                            |               |                                     |                   |  |
| 51 | 26          | Moon over Point Place      | David Trainer | Jeff Filgo & Jack Filgo             | 12 mei 2000       |  |
| Eric ontdekt dat er in het jaarboek een foto staat van Donna terwijl ze moont. Bob heeft het nog steeds moeilijk dat Eric slaapt met Donna. Door toedoen van Jackie belandt Hyde in de gevangenis. |             |                            |               |                                     |                   |  |

## Seizoen 3 (2000–2001)
| Nr. serie | Nr. seizoen | Titel van aflevering                        | Regisseur     | Schrijver                           | Uitzenddatum     |  |
| --- | ----------- | ------------------------------------------- | ------------- | ----------------------------------- | ---------------- |  |
| 52 | 1           | Reefer Madness                              | David Trainer | Joshua Sternin & Jeffrey Ventimilia | 3 oktober 2000   |  |
| Wanneer Red verneemt dat Hyde in de gevangenis zit, wil hij hem uit het huis. Eric vraagt zich af of hij zijn vader moet inlichten dat hij marihuana rookt. Jackie zoekt toenadering tot Hyde, maar hij beantwoordt haar liefde niet. |             |                                             |               |                                     |                  |  |
| 53 | 2           | Red Sees Red                                | David Trainer | Linda Wallem                        | 10 oktober 2000  |  |
| Red stelt een avondklok in nadat zijn zoon vertelde dat hij marihuana rookt. Laurie is in eerste instantie blij over de straf totdat ze verneemt dat ook zij gebonden is aan die avondklok. Wanneer Kitty ontdekt dat ook Red marihuana rookt, kan hij niet anders dan zijn eigen verbod in te trekken. |             |                                             |               |                                     |                  |  |
| 54 | 3           | Hyde's Father                               | David Trainer | John Schwab                         | 17 oktober 2000  |  |
| Bud, de vader van Hyde, duikt plots terug op in Point Place en wil er blijven. Kitty wil vader en zoon terug verzoenen, maar Red denkt niet dat dat een goed idee is. Donna vindt onder de matras van Eric Playpen, een erotisch magazine. Gastoptreden van Robert Hays |             |                                             |               |                                     |                  |  |
| 55 | 4           | Too Old to Trick or Treat, Too Young to Die | David Trainer | Jeff Filgo & Jackie Filgo           | 31 oktober 2000  |  |
| Eric heeft last van hoogtevrees nadat hij van het garagedak viel. Fez en Hyde denken dat Bob Midge heeft vermoord. Donna wil Eric bewijzen dat ze geen saai persoon is. Kitty en Laurie trachten de vogels van de buren te voederen. Nadat Red de krantenjongen vergeet te betalen, stalkt de jongen Kelso denkende dat hij een Forman is. Deze Halloween-aflevering bevat persiflages uit enkele Alfred Hitchcock-films waaronder Psycho, The Birds, Rear Window, Vertigo en North by Northwest. |             |                                             |               |                                     |                  |  |
| 56 | 5           | Roller Disco                                | David Trainer | Mark Hudis                          | 14 november 2000 |  |
| Jackie en Fez gaan naar een rolschaatsbaan. Fez wil van de gelegenheid gebruikmaken om zijn liefde aan Jackie te bekennen. Red wordt aangeklaagd van onterecht ontslag van een voormalig werknemer bij Price Mart. |             |                                             |               |                                     |                  |  |
| 57 | 6           | Eric's Panties                              | David Trainer | Dean Batali & Rob Deshotel          | 21 november 2000 |  |
| Donna vindt panties in de wagen van Eric en denkt dat hij haar bedriegt met iemand anders. Omdat Red zijn bloeddruk te hoog is, zet Kitty hem op een erbarmelijk dieet. |             |                                             |               |                                     |                  |  |
| 58 | 7           | Baby Fever                                  | David Trainer | Kristin Newman                      | 28 november 2000 |  |
| Na te babysitten op de baby van de buren, wil Kitty opnieuw zwanger worden. Eric heeft een visioen over zijn huwelijk waarbij Donna een huisvrouw is. Donna vindt dat visioen niet zo leuk. Jackie heeft een ongeval gehad met Kelso's wagen. Hij vindt dat zij de schade moet vergoeden. Echter, Hyde merkt op dat Kelso meer schulden heeft bij Jackie dan wat hij aan haar vraagt. |             |                                             |               |                                     |                  |  |
| 59 | 8           | Jackie Bags Hyde                            | David Trainer | Dave Schiff                         | 12 december 2000 |  |
| Er ontstaan strubbelingen tussen de buren: Bob heeft de familie Forman uitgenodigd voor een barbecuefeest iets wat Red traditioneel op die dag doet. Hyde realiseert zich dat hij van Jackie houdt. |             |                                             |               |                                     |                  |  |
| 60 | 9           | Hyde's Christmas Rager                      | David Trainer | Mark Hudis                          | 19 december 2000 |  |
| Eric wordt dronken tijdens een feestje in het appartement van Hyde. Jackie en Donna gaan samen uit om kennis te maken met oudere mannen. |             |                                             |               |                                     |                  |  |
| 61 | 10          | Ice Shack                                   | David Trainer | Philip Stark                        | 9 januari 2001   |  |
| Kelso, Eric, Donna, Jackie en Fez gaan skiën. Leo vraagt Hyde om iets op te halen, maar daardoor riskeert hij in de gevangenis te belanden. Red vraagt Laurie wat zij van plan is met haar leven. |             |                                             |               |                                     |                  |  |
| 62 | 11          | Who Wants It More?                          | David Trainer | Joshua Sternin & Jeffrey Ventimilia | 10 januari 2001  |  |
| Eric en Donna kibbelen over een schooltaak. Kelso, Hyde, Fez en Leo gaan op UFO-jacht. Red heeft een bijna-doodservaring. |             |                                             |               |                                     |                  |  |
| 63 | 12          | Fez Gets the Girl                           | David Trainer | Bryan Moore                         | 16 januari 2001  |  |
| Fez voelt zich aangetrokken tot Caroline, een nieuwe uitwisselingsstudente. Donna wint twee tickets voor Led Zeppelin. Omdat ze niet weet wie ze moet vragen, geeft ze de tickets aan Fez en Caroline. Eric wordt "werknemer van de maand" en dit stijgt hem naar de kop. Red vreest zelfs dat Eric een studiebeurs laat varen voor zijn job. Laurie neemt haar moeder mee naar een schoonheidssalon. Eerste aflevering met Allison Munn als Caroline.                                            |             |                                             |               |                                     |                  |  |
| 64 | 13          | Dine and Dash                               | David Trainer | Jackie Filgo & Jeff Filgo           | 30 januari 2001  |  |
| Kelso nodigt zijn vrienden uit op restaurant, maar na het eten wordt het pas duidelijk dat hij enkel zijn deel van de rekening wil betalen. Kitty vindt dat Red Bob een job moet aanbieden in Price Mart. |             |                                             |               |                                     |                  |  |
| 65 | 14          | Radio Daze                                  | David Trainer | Dave Schiff                         | 6 februari 2001  |  |
| Donna neemt een job aan bij een radiostation. Eric vindt dat zij nu te weinig tijd met hem doorbrengt. Kelso wil de Chevrolet El Camino van Leo kopen. Red dient klacht in tegen een werknemer van een hamburgerrestaurant, maar voelt zich nu slecht omdat de bewuste medewerker door zijn toedoen werd ontslagen. |             |                                             |               |                                     |                  |  |
| 66 | 15          | Donna's Panties                             | David Trainer | Dean Batali & Rob Deshotel          | 13 februari 2001 |  |
| Als grap trekt Eric de broek van Donna omlaag en toont zo "haar grootmoedersonderbroek". Valentijnsdag nadert, maar Kelso verneemt een schokkend bericht over Laurie. |             |                                             |               |                                     |                  |  |
| 67 | 16          | Romantic Weekend                            | David Trainer | Jackie Filgo & Jeff Filgo           | 20 februari 2001 |  |
| Eric en Donna gaan op romantisch weekend, maar ze blijken er niet alleen te zijn. Kelso loopt een blauwtje op. |             |                                             |               |                                     |                  |  |
| 68 | 17          | Kitty's Birthday (That's Today?!)           | David Trainer | Bryan Moore & Chris Peterson        | 27 februari 2001 |  |
| Eric en Red vergeten de verjaardag van Kitty. Hyde ergert zich aan de obsessie van Caroline ten opzichte van Fez. |             |                                             |               |                                     |                  |  |
| 69 | 18          | The Trials of Michael Kelso                 | David Trainer | Philip Stark                        | 13 maart 2001    |  |
| Jackie overweegt haar relatie met Kelso te herstarten. Eric en Hyde helpen Fez met een pestende schooljongen. Red en Kitty vragen zich af waarom ze niet op een feestje bij Midge en Bob werden uitgenodigd. |             |                                             |               |                                     |                  |  |
| 70 | 19          | Eric's Naughty No-No                        | David Trainer | Kristin Newman                      | 27 maart 2001    |  |
| Eric en de jongens kijken naar een pornofilm waar een scène is met anale seks. Eric tracht nu anale seks te hebben met Donna, wat zij weigert. Kelso biecht al zijn geheimen op aan Jackie. Paula, de zus van Kitty, komt op bezoek onder valse voorwendselen. Gastrol van Valerie Harper als Paula |             |                                             |               |                                     |                  |  |
| 71 | 20          | Holy Craps!                                 | David Trainer | Mark Hudis                          | 17 april 2001    |  |
| Kitty zoekt helpers voor een geldinzameling voor de kerkgemeenschap. Eric wordt door een doemdenker gewaarschuwd over zijn toekomst met Donna. Fez overdenkt zijn relatie met de obsessieve Caroline. |             |                                             |               |                                     |                  |  |
| 72 | 21          | Fez Dates Donna                             | David Trainer | Dean Batali & Rob Deshotel          | 1 mei 2001       |  |
| Fez doet alsof hij een afspraak heeft met Donna enkel om Caroline te misleiden. Eric en Hyde gaan een weddenschap aan hoelang Kelso en Jackie samenzijn zonder ruzie te hebben. Bob achterhaalt dat een deel van zijn grond wordt ingenomen door Red. |             |                                             |               |                                     |                  |  |
| 73 | 22          | Eric's Drunken Tattoo                       | David Trainer | Jeffrey Ventimilia & Joshua Sternin | 1 mei 2001       |  |
| Nadat Eric het dagboek van Donna leest, denkt hij dat hij niet stoer genoeg is. Daarom laat hij een tatoeage zetten. Kelso praat in zijn slaap. Eerste aflevering die zich volgens de nummerplaat van de auto in de begingeneriek in 1978 afspeelt. |             |                                             |               |                                     |                  |  |
| 74 | 23          | Canadian Road Trip                          | David Trainer | Dave Schiff                         | 8 mei 2001       |  |
| De jongens en Leo gaan naar Canada om bier te drinken. Omdat Fez zijn Green Card niet bij zich heeft, is men genoodzaakt hem over de grens te smokkelen. Donna denkt dat Jackie werd benaderd door een vals modellenbureau. Red test een Betamaxrecorder uit. |             |                                             |               |                                     |                  |  |
| 75 | 24          | Backstage Pass                              | David Trainer | Philip Stark                        | 15 mei 2001      |  |
| Donna en Eric gaan naar een concert van Ted Nugent. Kelso heeft een romantische dag met Jackie. Red en Kitty discussiëren waar ze elkaar voor het eerst hebben ontmoet. |             |                                             |               |                                     |                  |  |
| 76 | 25          | The Promise Ring                            | David Trainer | Jeff Filgo & Jackie Filgo           | 22 mei 2001      |  |
| Eric geeft Donna een vriendschapsring als teken dat ze altijd samen zullen zijn. Zij is onzeker en ze praten/fantaseren over hun gezamenlijke toekomst. |             |                                             |               |                                     |                  |  |

## Seizoen 4 (2001–2002)
| Nr. serie | Nr. seizoen | Titel van aflevering     | Regisseur                    | Schrijver                      | Uitzenddatum      |  |
| --- | ----------- | ------------------------ | ---------------------------- | ------------------------------ | ----------------- |  |
| 77 | 1           | It's a Wonderful Life    | David Trainer & Brad Lachman | Linda Wallem & Garry Bormet    | 25 september 2001 |  |
| Eric en Donna zijn niet langer een koppel. Eric droomt over een fee die laat zien hoe zijn en Donna's leven zou zijn mochten ze nooit een koppel zijn geweest. Eerste aflevering met Cynthia Lamontagne als Big Rhonda |             |                          |                              |                                |                   |  |
| 78 | 2           | Eric's Depression        | David Trainer                | Bryan Moore & Chris Peterson   | 26 september 2001 |  |
| Red zoekt een manier om het liefdesverdriet van zijn zoon Eric te verlichten. Kelso geraakt verdwaald op weg naar een pretpark. |             |                          |                              |                                |                   |  |
| 79 | 3           | Pinciotti vs. Forman     | David Trainer                | Kristin Newman                 | 2 oktober 2001    |  |
| Eric wil niet dat Donna nog langer de kelder betreedt waar hij veel tijd doorbrengt met zijn andere vrienden. |             |                          |                              |                                |                   |  |
| 80 | 4           | Hyde Gets a Girl         | David Trainer                | Sarah McLaughlin & Alan Dybner | 9 oktober 2001    |  |
| De vrienden houden een feestje in de hoop dat Hyde een vriendin vindt. Fez geraakt dronken en wordt verliefd op Big Rhonda. Bob en Kelso nemen deel aan een wedstrijd op de radio in de hoop een busje te winnen. |             |                          |                              |                                |                   |  |
| 81 | 5           | Bye-Bye Basement         | David Trainer                | Mark Hudis                     | 16 oktober 2001   |  |
| Hyde trekt terug in bij de familie Forman, maar de echte reden wil hij niet zeggen. Fez volgt lessen ballet in de hoop een vriendin te vinden. Kitty neemt Leo en zijn neef Theo aan om de kelder te renoveren. Kelso en Jackie praten met Donna over haarzelf en Eric. Gastoptreden van Richard Kam                                                                                               |             |                          |                              |                                |                   |  |
| 82 | 6           | The Relapse              | David Trainer                | Jeff Filgo & Jackie Filgo      | 6 november 2001   |  |
| Bob wil niet inzien dat Midge hem heeft verlaten. Kelso overtuigt Hyde en Fez om afspraakjes te maken met oudere vrouwen. Eric zoekt terug toenadering tot Donna. |             |                          |                              |                                |                   |  |
| 83 | 7           | Uncomfortable Ball Stuff | David Trainer                | Dave Schiff                    | 13 november 2001  |  |
| Donna en Eric gaan als vrienden naar het warenhuis. Elk van hen voelt nog iets voor de ander, maar wil dit niet toegeven. Fez neemt een job aan in de fotowinkel van Leo zodat hij nieuwe schoenen kan kopen. |             |                          |                              |                                |                   |  |
| 84 | 8           | Donna's Story            | David Trainer                | Philip Stark                   | 20 november 2001  |  |
| Donna schrijft een liefdesverhaal voor de schoolkrant. Eric herkent zichzelf in het hoofdpersonage dat door Donna in een slecht daglicht wordt geplaatst. Daarom schrijft Eric zijn liefdesverhaal met de correcte feiten. Bob stelt zijn nieuwe vriendin Joanne voor aan Red en Kitty. Kelso koopt een flipperkast dewelke niet veel later door Fez wordt vervangen door een Space Invaders-spel. |             |                          |                              |                                |                   |  |
| 85 | 9           | Forgotten Son            | David Trainer                | Kristin Newman                 | 21 november 2001  |  |
| Red neemt een instructievideo op voor zijn personeel, maar doet beroep op Kelso in plaats van de echte magazijnier. Donna spendeert veel tijd met Kitty tot grote ergernis van Eric. Leo neemt Hyde en Fez mee naar een winkelcentrum: hij heeft een miljoen Amerikaanse dollar geërfd. |             |                          |                              |                                |                   |  |
| 86 | 10          | Red and Stacey           | David Trainer                | Gregg Mettler                  | 27 november 2001  |  |
| Red tracht zijn kassierster Stacey te koppelen met Eric, maar blijkbaar heeft zij een oogje op Red. Big Rhonda heeft een afspraakje met Fez, vandaar dat ze een restyling krijgt van Jackie en Donna. Gastoptreden van Erika Christensen |             |                          |                              |                                |                   |  |
| 87 | 11          | The Third Wheel          | David Trainer                | Bryan Moore & Chris Peterson   | 11 december 2001  |  |
| De jongens gaan naar de bowling waar ze Jill, de vriendin van Hyde, voor het eerst ontmoeten. Eric wantrouwt de dame. Donna is sprakeloos wanneer ze ontdekt dat haar vader Bob een seksuele relatie heeft met Joanne. Dave beslist om niet langer priester te zijn en wil terugkeren naar zijn voormalige job bij het ministerie.                                                                 |             |                          |                              |                                |                   |  |
| 88 | 12          | An Eric Forman Christmas | David Trainer                | Dean Batali & Rob Des Hotel    | 18 december 2001  |  |
| Eric regisseert het kersttoneel, maar door toedoen van zijn vrienden wordt hij ontslagen. Red is slechtgezind omdat Bob geen kerst wil vieren. Laatste aflevering met Kevin McDonald als priester Dave. |             |                          |                              |                                |                   |  |
| 89 | 13          | Jackie Says Cheese       | David Trainer                | Mark Hudis                     | 8 januari 2002    |  |
| Jackie neemt een job aan bij een kaaswinkel om haar inkopen in het winkelcentrum zelf te kunnen bekostigen. Haar vader achterhaalt dat ze een relatie heeft met Kelso. Eric en Red weigeren met elkaar te praten. Fez krijgt het op zijn heupen van Thomas, een nieuwe buitenlandse student. Gastoptreden van Kevin McDonald                                                                       |             |                          |                              |                                |                   |  |
| 90 | 14          | Eric's Hot Cousin        | David Trainer                | Will Forte                     | 22 februari 2002  |  |
| Penny, de aantrekkelijke nicht van Eric, komt op bezoek en ze krijgt de volledige aandacht van alle mannen. Kitty wil een huisdier, maar is verbaasd betreffende het dier dat Red voor haar koopt. |             |                          |                              |                                |                   |  |
| 91 | 15          | Tornado Prom             | David Trainer                | Dave Schiff                    | 5 februari 2002   |  |
| Eric en Donna moeten omwille van een tornado schuilen in het radiostation. De rest van de vrienden gaat naar het schoolbal. |             |                          |                              |                                |                   |  |
| 92 | 16          | Donna Dates a Kelso      | David Trainer                | Dean Batali & Rob Des Hotel    | 5 februari 2002   |  |
| Jackie regelt een afspraak tussen Donna en Kelso's oudere broer Casey. Red koopt een Corvette. Fez hoopt zijn maagdelijkheid te verliezen met Big Rhonda. |             |                          |                              |                                |                   |  |
| 93 | 17          | Kelso's Career           | David Trainer                | Gregg Mettler                  | 12 februari 2002  |  |
| Kelso doneert sperma aan de spermabank zodat hij geld heeft om voor Jackie een valentijnscadeau te kopen. Donna wordt door Casey vernederd. Fez schenkt Big Rhonda kilo's aan chocolade. Eric weet niet wat te denken over wat zijn vader hem zei: "ik hou van je". |             |                          |                              |                                |                   |  |
| 94 | 18          | Leo Loves Kitty          | David Trainer                | Will Forte                     | 19 februari 2002  |  |
| Leo wordt verliefd op Kitty nadat zij betrokken geraakte in een ongeval. Fez moet Hyde een aanzienlijke geldsom betalen. Kelso krijgt een job als model. |             |                          |                              |                                |                   |  |
| 95 | 19          | Jackie's Cheese Squeeze  | David Trainer                | Chris Peterson & Bryan Moore   | 26 februari 2002  |  |
| Eric chanteert Jackie nadat hij ontdekte dat ze kuste met Todd. Red spendeert meer tijd aan zijn Corvette dan aan Kitty. Gastoptreden van Christopher Masterson |             |                          |                              |                                |                   |  |
| 96 | 20          | Class Picture            | David Trainer                | Kristin Newman                 | 19 maart 2002     |  |
| De groep gaat op zoek naar een slagzin om in het jaarboek te plaatsen. |             |                          |                              |                                |                   |  |
| 97 | 21          | Prank Day                | David Trainer                | Alan Dybner                    | 26 maart 2002     |  |
| Kelso nam zijn vrienden in de maling. Zij nemen nu wraak, maar dat loopt slecht af. Jackie tracht Donna op te beuren. |             |                          |                              |                                |                   |  |
| 98 | 22          | Eric's Corvette Caper    | David Trainer                | Philip Stark                   | 9 april 2002      |  |
| Nu zijn ouders niet in de stad zijn, neemt Eric de Corvette mee om een cheerleader te imponeren. Jackie en Donna ontdekken dat Casey niet alleen woont. Gastoptreden van Alice Frank |             |                          |                              |                                |                   |  |
| 99 | 23          | Hyde's Birthday          | David Trainer                | Mark Hudis                     | 23 april 2002     |  |
| Kitty organiseert een verrassingsfeestje voor Hydes achttiende verjaardag. Hij wil echter niet deelnemen. Jackie en Fez kibbelen over het thema. Eric, Donna en Kelso gaan op zoek naar een geschenk. |             |                          |                              |                                |                   |  |
| 100 | 24          | That '70s Musical        | David Trainer                | Rob Des Hotel & Dean Batali    | 30 april 2002     |  |
| Fez speelt een rol in de schoolmusical, maar vreest dat zijn vrienden niet komen kijken. Hij dagdroomt over de voorstelling. |             |                          |                              |                                |                   |  |
| 101 | 25          | Eric's False Alarm       | David Trainer                | Dave Schiff                    | 7 mei 2002        |  |
| Eric ontdekt dat Casey en Donna overnachten in een hotel en bespiedt hen. Red en Kitty zijn bezorgd over Bob en vinden dat zijn relatie met Joanne te snel gaat. Kelso denkt dat Jackie hem bedriegt. |             |                          |                              |                                |                   |  |
| 102 | 26          | Everybody Loves Casey    | David Trainer                | Gregg Mettler                  | 14 mei 2002       |  |
| Eric wil de rest van de groep opzetten tegen Casey. Kelso heeft spijt dat hij Jackie heeft bedrogen. Fez zoekt toenadering tot Big Rhonda. |             |                          |                              |                                |                   |  |
| 103 | 27          | Love, Wisconsin Style    | David Trainer                | Jeff Filgo & Jackie Filgo      | 21 mei 2002       |  |
| Donna is depressief en Bob en Red zoeken naar een manier om haar op te beuren. Casey stopt zijn relatie met Donna. Zij wil dat Eric haar terug aanvaard zoals vroeger. Jackie zoekt terug toenadering tot Kelso. Hyde en Fez willen een grap met iemand uithalen. Donna en Kelso beslissen om Point Place te verlaten.                                                                             |             |                          |                              |                                |                   |  |

## Seizoen 5 (2002–2003)
| Nr. serie | Nr. seizoen | Titel van aflevering             | Regisseur     | Schrijver                              | Uitzenddatum      |  |
| --- | ----------- | -------------------------------- | ------------- | -------------------------------------- | ----------------- |  |
| 104 | 1           | Going to California              | David Trainer | Jeff Filgo & Jackie Filgo              | 17 september 2002 |  |
| Eric wil zijn liefde betuigen aan Donna en zoekt haar op in Californië. Kelso verblijft daar ook en heeft een relatie met Annette. Jackie en Hyde groeien ook naar elkaar toe. Gastoptreden van Jessica Simpson |             |                                  |               |                                        |                   |  |
| 105 | 2           | I Can't Quit You Babe            | David Trainer | Gregg Mettler                          | 24 september 2002 |  |
| Als straf omdat ze wegliep, stuurt Bob zijn dochter Donna naar een katholieke school. Ook Eric krijgt een straf omdat hij tegen wil in van zijn ouders naar Californië reed: de sleutels van zijn wagen worden hem afgenomen. Eric en Donna zijn verrast en gedegouteerd tegelijkertijd wanneer ze achter de geheime relatie tussen Jackie en Hyde komen.                 |             |                                  |               |                                        |                   |  |
| 106 | 3           | What Is and What Should Never Be | David Trainer | Will Forte                             | 29 oktober 2002   |  |
| Red is niet blij dat Kitty zwanger is. Eric en Donna vinden dat Hyde Kelso moet inlichten betreffende zijn relatie met Jackie. |             |                                  |               |                                        |                   |  |
| 107 | 4           | Heartbreaker                     | David Trainer | Kristin Newman                         | 29 oktober 2002   |  |
| Burt en Bea, de ouders van Kitty, komen op bezoek om meer te weten te komen over haar zwangerschap. Echter bleek Kitty totaal niet zwanger te zijn, maar is haar menopauze gestart. Kelso moet zich aanpassen nu Jackie en Hyde een koppel vormen. Gastoptreden van Tom Poston en Betty White                                                                             |             |                                  |               |                                        |                   |  |
| 108 | 5           | Ramble On                        | David Trainer | Philip Stark                           | 12 november 2002  |  |
| Donna geeft Eric een vriendschapsring, maar hij vindt het geschenk lelijk. Fez solliciteert naar een job bij het Department of Motor Vehicles. Hyde is het geroddel van Jackie beu. Red kan het gezeur over Kitty's menopauze niet meer aanhoren. |             |                                  |               |                                        |                   |  |
| 109 | 6           | Over the Hills and Far Away      | David Trainer | Bryan Moore & Chris Peterson           | 19 november 2002  |  |
| Red en Kitty gaan met Eric en zijn vrienden een bezoek brengen aan de University of Wisconsin–Madison. Bob wil niet dat Donna naar dezelfde universiteit gaat als Eric. Jackie vreest dat Hyde haar bedriegt als ze naar de universiteit gaat. |             |                                  |               |                                        |                   |  |
| 110 | 7           | Hot Dog                          | David Trainer | Rob Des Hotel                          | 26 november 2002  |  |
| Eric koopt een duur geschenk voor Donna en vraagt haar ten huwelijk, iets wat de rest van de vriendengroep niet zint. Red koopt een hond voor Kitty: Schatzi. |             |                                  |               |                                        |                   |  |
| 111 | 8           | Thank You                        | David Trainer | Dean Batali                            | 3 december 2002   |  |
| Het is Thanksgiving Day. Eric heeft een onvoldoende voor zijn examen wiskunde en vervalst de handtekening van zijn vader onder zijn rapport. Verder zijn hij en Donna van plan hun huwelijk aan te kondigen tijdens het feest. Laurie keert terug naar huis na een lange afwezigheid.                                                                                     |             |                                  |               |                                        |                   |  |
| 112 | 9           | Black Dog                        | David Trainer | Mark Hudis                             | 10 december 2002  |  |
| Jackies vader wordt gearresteerd omwille van omkoping. Kelso schiet per toeval met een BB gun in het oog van Hyde. Fez richt zijn pijlen op Nina, zijn nieuwe bazin. |             |                                  |               |                                        |                   |  |
| 113 | 10          | The Crunge                       | David Trainer | Dave Schiff                            | 17 december 2002  |  |
| Eric behaalt een onvoldoende voor zijn SAT en wil deze opnieuw afleggen. |             |                                  |               |                                        |                   |  |
| 114 | 11          | The Girl I Love                  | David Trainer | Gregg Mettler                          | 7 januari 2003    |  |
| Fez stelt Nina voor aan zijn vrienden. Kitty inviteert de vriendengroep voor een etentje, maar deze heeft andere plannen. |             |                                  |               |                                        |                   |  |
| 115 | 12          | Misty Mountain Hop               | David Trainer | Dave Schiff                            | 22 januari 2003   |  |
| Jackie vraagt de Formans om haar skihut op te ruimen daar deze weldra door de bank in beslag wordt genomen. Hyde tracht Kelso en Fez te overtuigen om in datzelfde weekend naar een fuif te gaan. Eric wil met Donna iets romantisch doen, maar zijn plan valt volledig in duigen.                                                                                        |             |                                  |               |                                        |                   |  |
| 116 | 13          | Your Time Is Gonna Come          | David Trainer | Jackie Filgo & Jeff Filgo & Will Forte | 29 januari 2002   |  |
| Annette, de vriendin van Kelso toen hij even in Californië woonde, komt een bezoek brengen. Hyde is verbaasd wanneer Jackie Annette verwijt haar vaste vriend Kelso lastig te vallen. Burt, de vader van Kitty, overlijdt in het ziekenhuis. Gastoptreden van Jessica Simpson en Betty White                                                                              |             |                                  |               |                                        |                   |  |
| 117 | 14          | Babe I'm Gonna Leave You         | David Trainer | Kristin Newman                         | 5 februari 2003   |  |
| Jackie tracht Hyde te overtuigen dat ze niet meende dat Annette Kelso niet langer lastig mocht vallen. Hij heeft hier geen oren naar en verbreekt de relatie. |             |                                  |               |                                        |                   |  |
| 118 | 15          | When the Levee Breaks            | David Trainer | Dean Batali                            | 12 februari 2003  |  |
| Bob is voor enige tijd weg, dus beslissen Eric en Donna om er te wonen als oefening ter voorbereiding van hun huwelijk. Deze oefening loopt anders dan gepland. Hun andere vrienden zijn boos omdat ze geen feestje mogen houden in Bobs huis. Kitty koopt voor Hyde een jasje.                                                                                           |             |                                  |               |                                        |                   |  |
| 119 | 16          | Whole Lotta Love                 | David Trainer | Philip Stark                           | 19 februari 2003  |  |
| Eric licht zijn vader eindelijk in over zijn verloving met Donna. Red wil dat deze verloving wordt afgeblazen. Kelso geeft Jackie een verjaardagsgeschenk in de hoop dat zij hun relatie herstart. Fez wordt door Nina ontmaagd. |             |                                  |               |                                        |                   |  |
| 120 | 17          | The Battle of Evermore           | David Trainer | Rob Des Hotel                          | 26 februari 2003  |  |
| Kitty schrijft Red en Eric in voor een jamboree om de vader-zoon-relatie te verbeteren. Hyde, Fez, Jackie en Kelso gaan op zoek naar Leo die vermist is. |             |                                  |               |                                        |                   |  |
| 121 | 18          | Hey, Hey What Can I Do?          | David Trainer | Mark Hudis                             | 12 maart 2003     |  |
| Eric en zijn vrienden gaan naar een jobbeurs. Hijzelf wil een baan om het inschrijvingsgeld en andere kosten aan de universiteit te kunnen betalen. Hyde wil in eerste instantie geen job tot hij een oude kennis tegen het lijf loopt dewelke hem prompt een job aanbiedt.                                                                                               |             |                                  |               |                                        |                   |  |
| 122 | 19          | Bring It on Home                 | David Trainer | Chris Peterson & Bryan Moore           | 26 maart 2003     |  |
| De familie Forman ontdekt dat Jackie al enige tijd tezamen met Hyde in de kelder leeft. Bob stelt voor dat Jackie bij hem komt inwonen, tot ongenoegen van Donna. Fez realiseert zich dat Nina hem niet wil voorstellen aan haar familie. |             |                                  |               |                                        |                   |  |
| 123 | 20          | No Quarter                       | David Trainer | Dean Batali                            | 2 april 2003      |  |
| Jackie trekt in bij Bob en Donna maar er ontstaan al snel strubbelingen. Eric moet de verlovingsring betalen, maar Red heeft met opzet al het geld van zijn zoon geblokkeerd. |             |                                  |               |                                        |                   |  |
| 124 | 21          | Trampled Under Foot              | David Trainer | Philip Stark                           | 9 april 2003      |  |
| Nina verbreekt haar relatie met Fez. De vriendengroep is van mening dat ze onderling uitgeklapt zijn en dat er dringend nood is aan een nieuw lid. Kitty stelt iemand voor, maar moet al snel inzien dat deze persoon allesbehalve een goede keuze was. |             |                                  |               |                                        |                   |  |
| 125 | 22          | You Shook Me                     | David Trainer | Kristin Newman                         | 16 april 2003     |  |
| Fez heeft een erotische droom gehad dewelke hem blijft achtervolgen. Kelso tracht Fez uit te vragen. Joane biedt Eric een job aan in een bedrijf dat hondenvoeding produceert. |             |                                  |               |                                        |                   |  |
| 126 | 23          | Nobody's Fault But Mine          | David Trainer | Mark Hudis                             | 23 april 2003     |  |
| Nadat Hyde verneemt dat Jackie en Kelso samen zijn uitgegaan, neemt hij wraak door met een andere vrouw op stap te gaan. Red vindt dat Eric en Donna hun huwelijksdag veel te vroeg hebben gepland. Laurie komt met een alternatieve oplossing. |             |                                  |               |                                        |                   |  |
| 127 | 24          | The Immigrant Song               | David Trainer | Rob Des Hotel                          | 7 mei 2003        |  |
| Red neemt een dag vrij om na te kunnen denken over het idee dat Eric en Donna gaan samenwonen in Madison. Hyde en Kelso blijven kibbelen over Jackie. Kelso valt nogmaals van de watertoren. Een uit de hand gelopen grap met Fez kan er voor zorgen dat hij zijn verblijfsvergunning verliest.                                                                           |             |                                  |               |                                        |                   |  |
| 128 | 25          | Celebration Day                  | David Trainer | Gregg Mettler                          | 14 mei 2003       |  |
| De groep gaat kamperen de dag voordat ze afstuderen op de middelbare school. Jackie beslist dat Hyde en Kelso mogen bekvechten over haar en dat zijzelf wel zal beslissen voor wie ze uiteindelijk kiest. Eric en Donna maken zich gereed om Point Place te verlaten, maar dan komt er slecht nieuws. Laatste aflevering met Lisa Robin Kelly in de rol van Laurie Forman |             |                                  |               |                                        |                   |  |

## Seizoen 6 (2003–2004)
| Nr. serie | Nr. seizoen | Titel van aflevering       | Regisseur     | Schrijver                    | Uitzenddatum     |  |
| --- | ----------- | -------------------------- | ------------- | ---------------------------- | ---------------- |  |
| 129 | 1           | The Kids are Alright       | David Trainer | Jeff Filgo & Jackie Filgo    | 29 oktober 2003  |  |
| Omdat Red een hartaanval had, moet Kitty extra shiften doen in het huishouden om het gezin te kunnen onderhouden. Eric heeft besloten niet naar Madison te gaan. Jackie heeft eindelijk beslist dat ze met Hyde verder wil, maar nu blijkt dat Hyde een vriendin heeft. |             |                            |               |                              |                  |  |
| 130 | 2           | Join Together              | David Trainer | Dean Batali                  | 5 november 2003  |  |
| Kelso helpt Jackie om haar relatie met Hyde een kans te geven. Donna is in eerste instantie blij omdat Eric met haar nog dingen wil doen voordat ze naar Madison vertrekt, maar blijkbaar is hij enkel uit op seks. Kitty gooit al het bier weg uit voorzorg dat Red hiervan een nieuwe hartaanval zou krijgen. |             |                            |               |                              |                  |  |
| 131 | 3           | Magic Bus                  | David Trainer | Rob Des Hotel                | 12 november 2003 |  |
| Eric wordt achttien jaar en Donna staat op het punt te vertrekken naar Madison. Eric is teleurgesteld wanneer blijkt dat Kitty geen verrassingsfeest voor hem heeft georganiseerd. |             |                            |               |                              |                  |  |
| 132 | 4           | The Acid Queen             | David Trainer | Mark Hudis                   | 19 november 2003 |  |
| Kelso pocht dat hij gemeenschap had met Brooke, maar zij ontkent. Jackie is jaloers wanneer Hyde zegt dat hij Brooke aantrekkelijk vindt. Kelso ontdekt dat Brooke zwanger is. |             |                            |               |                              |                  |  |
| 133 | 5           | I'm Free                   | David Trainer | Gregg Mettler                | 26 november 2003 |  |
| Een inspecteur van de U.S. Immigration and Customs Enforcement brengt Fez het nieuws dat zijn verblijfsvergunning weldra vervalt. Daarom trouwt Fez met Laurie en trekt in bij de familie Forman. Brooke maakt het uit met Kelso, maar hij vindt dat hij haar moet steunen met haar zwangerschap. Gastrol van Dan Castellaneta |             |                            |               |                              |                  |  |
| 134 | 6           | We're Not Gonna Take It    | David Trainer | Dave Schiff                  | 3 december 2003  |  |
| Red wil dat Fez en Laurie scheiden. Kelso en Eric dingen naar dezelfde job als ober in het restaurant waar Hyde werkt. Om een depressieve Bob op te beuren, sturen Donna en Jackie hem fudge onder het mum dat deze afkomstig is van een geheime aanbidster. |             |                            |               |                              |                  |  |
| 135 | 7           | Christmas                  | David Trainer | Philip Stark                 | 17 december 2003 |  |
| Jackie wil terug in het cheerleaderteam. Eric vergeet Donna te bezoeken. Kelso wil de nacht doorbrengen met Brooke. Red werkt in het winkelcentrum als kerstman. |             |                            |               |                              |                  |  |
| 136 | 8           | I'm a Boy                  | David Trainer | Kristin Newman               | 7 januari 2004   |  |
| Eric wil niets anders dan luieren en de anderen vrezen dat hij obesitas zal krijgen. Kelso wil een serieuze relatie met Brooke. Daar Red omwille van zijn hartaanval nog niet met de auto mag rijden, moet Fez zijn chauffeur zijn. Eerste aflevering dewelke zich afspeelt in 1979 |             |                            |               |                              |                  |  |
| 137 | 9           | Young Man Blues            | David Trainer | Bryan Moore & Chris Peterson | 14 januari 2004  |  |
| Kelso start zijn eerste dag op de politieschool. Red leert Eric hoe het huishouden en allerlei andere karweitjes te doen. Jackie schrijft zich in voor een "Grote Zus"-programma: een soort van oppas voor een ander meisje. Donna denkt dat Jackie hiervoor niet de nodige kwaliteiten heeft. |             |                            |               |                              |                  |  |
| 138 | 10          | A Legal Matter             | David Trainer | Alan Dybner                  | 4 februari 2004  |  |
| Fez bereidt zich voor op een examen om de Amerikaanse nationaliteit te krijgen, dus Red geeft hem geschiedenislessen. Kelso denkt dat men hem op de politieschool verkeerd inschat. Daarom vraagt hij Eric en Hyde om in de kazerne in te breken om zijn dossier te bekijken. |             |                            |               |                              |                  |  |
| 139 | 11          | I Can See for Miles        | David Trainer | Sarah McLaughlin             | 14 februari 2004 |  |
| Kelso vernielt een eigendom van Eric. Uit wraak stelen Eric en Donna zijn busje en rijden naar de plaats waar ze willen trouwen. Echter, Kelso had zijn busje nodig om Brooke naar de dokter te brengen voor een controle. Jackie richt de kamer van Hyde opnieuw in. Red is niet blij met een geschenk dat hij van Bob krijgt: een paar schoenen. |             |                            |               |                              |                  |  |
| 140 | 12          | Sally Simpson              | David Trainer | Dean Batali                  | 18 februari 2004 |  |
| Fez wordt verliefd op Suzy, een klasgenoot van Kelso. Suzy is echter verliefd op Kelso. Daardoor ontstaat er wrijving tussen Fez en Kelso. Een therapeut wil nagaan waar Red zijn stress vandaan komt. Kitty vreest dat zij de oorzaak is. |             |                            |               |                              |                  |  |
| 141 | 13          | Won't Get Fooled Again     | David Trainer | Rob Des Hotel                | 25 februari 2004 |  |
| Donna heeft haar anticonceptiepil vergeten in te nemen en vreest nu dat ze zwanger is. Kelso en Fez leggen hun vriendschap bij, maar Suzy blijft met beide jongens flirten. |             |                            |               |                              |                  |  |
| 142 | 14          | Baby Don't You Do It       | David Trainer | Mark Hudis                   | 3 maart 2004     |  |
| Omwille van haar zwangerschap moeten Donna en Eric van hun ouders naar de kerk om te praten met iemand betreffende gemeenschap voor het huwelijk. Na dit gesprek beslist Donna dat ze celibatair moet leven tot na het huwelijk. Kelso heeft een onvoldoende op zijn examen over het strafwetboek, maar liegt hierover tegen Brooke. Verder zet hij onopzettelijk de kazerne in brand.                                                                                         |             |                            |               |                              |                  |  |
| 143 | 15          | Who are You                | David Trainer | Gregg Mettler                | 10 maart 2004    |  |
| Pam, de moeder van Jackie, keert terug uit Acapulco en start een relatie met Bob. Kelso wil niet terug naar de kazerne, dus Eric, Hyde en Fez trachten hem te overtuigen. Eric denkt gek te worden omdat Donna geen gemeenschap wil voordat ze trouwt. |             |                            |               |                              |                  |  |
| 144 | 16          | Man with Money             | David Trainer | Bryan Moore & Chris Peterson | 17 maart 2004    |  |
| Red zijn hartslagmeter piekt telkens Pam in de buurt is. Daardoor denkt Kitty dat hij zich aangetrokken voelt tot Pam. Donna en Jackie willen de relatie van Bob en Pam doen mislukken en schakelen hulp in van Fez. |             |                            |               |                              |                  |  |
| 145 | 17          | Happy Jack                 | David Trainer | Kristin Newman               | 24 maart 2004    |  |
| Donna is geschokt wanneer ze Eric betrapt tijdens het masturberen in haar badkamer. Hyde en Fez gaan naar de kazerne om Kelso te bezoeken. Ze zijn verbaasd dat Kelso zijn gedrag volledig is omgedraaid. Hij is niet langer een onhandige klungel. |             |                            |               |                              |                  |  |
| 146 | 18          | Do You Think It's Alright? | David Trainer | Patrick Kienlen              | 31 maart 2004    |  |
| Eric en Donna moeten hun huwelijkslijst gaan samenstellen, maar hij heeft geen zin om met haar te shoppen. Hyde vreest dat al dat huwelijk-gedoe er tot leidt dat Jackie ook verwacht dat hij haar ten huwelijk vraagt. Red leest een erotisch verhaal dat Kitty schreef. |             |                            |               |                              |                  |  |
| 147 | 19          | Substitute                 | David Trainer | Jennifer Keene               | 21 april 2004    |  |
| Eric verwondt zijn oude klasgenoot Mitch tijdens een partij minigolf. Hij nodigt Mitch uit, maar krijgt al snel spijt daar Mitch enkel slechte anekdotes over hem vertelt. Bob vraagt Pam of ze bij hem wil intrekken, maar zij stopt de relatie. Donna en Jackie zijn van gedacht veranderd en doen er nu alles aan om hen terug samen te krijgen. Gastrol van Seth Green |             |                            |               |                              |                  |  |
| 148 | 20          | Squeezebox                 | David Trainer | Philip Stark                 | 28 april 2004    |  |
| Eric biecht op dat hij ooit een afspraakje had met een meisje toen Donna op stap ging met Casey. Red en Hyde verhuizen de spullen van Pam naar het huis van Bob. Tijdens deze verhuis zien ze Pam naakt. |             |                            |               |                              |                  |  |
| 149 | 21          | 0,21875                    | David Trainer | Gregg Mettler                | 5 mei 2004       |  |
| Mitch heeft geen partner om mee te nemen naar het huwelijk van zijn broer. Daarom gaat Donna mee uit wraak van Erics ontrouw. Mitch zegt op het feest tegen iedereen dat Donna zijn verloofde is, waardoor Eric nog meer vermoedt dat er iets tussen Mitch en Donna is. Fez doet alsof hij rijk is om een meisje te imponeren. Kelso en Brooke krijgen "opvoedkunde" van Kitty. Red installeert kabeltelevisie, maar iemand tapt het signaal af. Gastopreden van Rachel Bilson |             |                            |               |                              |                  |  |
| 150 | 22          | Sparks                     | David Trainer | Rob Des Hotel                | 12 mei 2004      |  |
| Eric vernielt de trouwjurk van Donna en moet een oplossing zoeken. Een dronken Red koopt op een veiling een kano en betaalt deze met het geld dat bedoeld was als huwelijksgeschenk voor zijn zoon. |             |                            |               |                              |                  |  |
| 151 | 23          | My Wife                    | David Trainer | Dean Batali                  | 16 mei 2004      |  |
| Eric denkt dat Donna haar studies wil opgeven omwille van hem. De jongens vieren Erics vrijgezellenfeest in een stripteasetent. Ook de meisjes houden een feestje, maar daar duikt Casey op. |             |                            |               |                              |                  |  |
| 152 | 24          | Going Mobile               | David Trainer | Mark Hudis                   | 19 mei 2004      |  |
| Eric had een nachtmerrie over zijn leven als getrouwde man en krijgt schrik om te trouwen. Ook Donna begint te twijfelen. Hyde en Fez spelen een spelletje om uit te maken wie Erics getuige zal zijn. Kelso ontmoet de moeder van Brooke. Zij wil dat haar dochter verhuist naar Chicago. Eric verdwijnt voor de huwelijksrepetitie. Gastoptreden van Morgan Fairchild. Laatste optreden met Christina Moore als Laurie Forman                                                |             |                            |               |                              |                  |  |
| 153 | 25          | The Seeker                 | David Trainer | Jeff Filgo & Jackie Filgo    | 19 mei 2004      |  |
| Het huwelijk van Eric en Donna is afgelast. Hyde gaat met Donna naar de watertoren om haar te troosten. Hyde valt van de watertoren en wordt naar het ziekenhuis gebracht. Daar komt men tot de conclusie dat de vader op Hyde's geboortecertificaat iemand anders is dan altijd werd gedacht. Eric daagt terug op en praat met Donna. Beiden komen tot de conclusie dat ze niet klaar waren om te trouwen.                                                                    |             |                            |               |                              |                  |  |

## Seizoen 7 (2004–2005)
| Nr. serie | Nr. seizoen | Titel van aflevering                 | Regisseur     | Schrijver                    | Uitzenddatum      |  |
| --- | ----------- | ------------------------------------ | ------------- | ---------------------------- | ----------------- |  |
| 154 | 1           | Time Is on My Side                   | David Trainer | Jeff Filgo & Jackie Filgo    | 8 september 2004  |  |
| Eric en Donna beslissen om na de annulatie van hun huwelijk toch een koppel te blijven. Midge duikt terug op en wil Bob terug. |             |                                      |               |                              |                   |  |
| 155 | 2           | Let's Spend the Night Together       | David Trainer | Dean Batali                  | 15 september 2004 |  |
| Hyde ontmoet zijn biologische vader: William Barnett. Eric gaat met Donna naar een bijeenkomst van feministen. Kelso wordt weldra vader. |             |                                      |               |                              |                   |  |
| 156 | 3           | (I Can't Get No) Satisfaction        | David Trainer | Kristin Newman               | 22 september 2004 |  |
| Eric vernielt een winkel dewelke daarop door Red wordt gekocht en hernoemd naar "Forman & Son". Kelso denkt dat "een alleenstaande vader met kind" voordelen biedt om vrouwen te verleiden. |             |                                      |               |                              |                   |  |
| 157 | 4           | Beast of Burden                      | David Trainer | Dave Schiff                  | 29 september 2004 |  |
| Eric is ontzet wanneer blijkt dat niet hij maar wel Hyde werd aangenomen in Reds nieuwe winkel "Forman & Son". Tegelijkertijd biedt ook William een job aan Hyde. Fez wordt aangenomen als haarwasser in een kapsalon. |             |                                      |               |                              |                   |  |
| 158 | 5           | It's Only Rock and Roll              | David Trainer | Philip Stark                 | 6 oktober 2004    |  |
| Hyde neemt de job aan in de muziekwinkel van zijn vader. Kitty start een cursus T'ai chi. Kelso geeft zijn erotische magazines aan Fez. |             |                                      |               |                              |                   |  |
| 159 | 6           | Rip This Joint                       | David Trainer | Rob Des Hotel                | 3 november 2004   |  |
| Eric wordt gearresteerd toen hij een grap wou uithalen in de tuin van een buurman. Kitty geeft een feestje. Midge sluit zichzelf op in Kitty's badkamer nadat Bob insinueert dat Midge iets heeft met William. |             |                                      |               |                              |                   |  |
| 160 | 7           | Mother's Little Helper               | David Trainer | Mark Hudis                   | 10 november 2004  |  |
| Kitty weigert eten te maken zolang Red het boek "The Joy Of Sex" niet heeft gelezen en er geen beterschap komt in hun seksleven. Danielle, een klant in het kapsalon, vraagt Fez om met haar uit te gaan. Gastoptreden van Lindsay Lohan |             |                                      |               |                              |                   |  |
| 161 | 8           | Angie                                | David Trainer | Bryan Moore & Chris Peterson | 17 november 2004  |  |
| Eric en zijn vrienden ontmoeten Angie, de halfzus van Hyde. Angie wil dat Hyde niet langer werkt in de muziekwinkel. Eric volgt een cursus Spaans, maar de anderen ontdekken dat hij iets totaal anders volgt. |             |                                      |               |                              |                   |  |
| 162 | 9           | You Can't Always Get What You Want   | David Trainer | Gregg Mettler                | 24 november 2004  |  |
| Eric wil naar een concert van Styx, maar zijn ouders willen dat hij Thanksgiving met hen viert. Hyde en Angie openen voor hun vader een nieuwe muziekwinkel, maar de planning voor de grote opening loopt niet zoals verwacht. |             |                                      |               |                              |                   |  |
| 163 | 10          | Surprise, Surprise                   | David Trainer | Sarah McLaughlin             | 1 december 2004   |  |
| Hyde is niet blij wanneer Angie zegt dat ze met iemand van de vriendengroep heeft geslapen. Eric vraagt zich af waarom Donna hem vergelijkt met gelatinesnoep. Kitty en Jackie maken een cake voor Hyde om hem op te beuren. |             |                                      |               |                              |                   |  |
| 164 | 11          | Winter                               | David Trainer | Dean Batali                  | 15 december 2004  |  |
| De groep test allerhande kerstspeelgoed uit. Jackie vraagt zich af of Hyde ooit volwassen zal worden. |             |                                      |               |                              |                   |  |
| 165 | 12          | Don't Lie to Me                      | David Trainer | Kristin Newman               | 5 januari 2005    |  |
| Jackie twijfelt over haar toekomst met Hyde. Daarom neemt ze Fez mee naar een bruiloftsreceptie waar ze hem voorstelt als zijnde haar verloofde. Eric en Hyde trachten Angie duidelijk te maken dat Kelso zijn werkelijke liefde aan haar moet bekennen. Gastoptreden van Jenna Fischer |             |                                      |               |                              |                   |  |
| 166 | 13          | Can't You Hear Me Knocking           | David Trainer | Rob Des Hotel                | 12 januari 2005   |  |
| Kelso heeft per toeval de president bedreigt. Alle illegale zaken worden uit het huis van de familie Forman verwijderd uit vrees dat er een militaire inval zal gebeuren. Red gaat met Kitty vissen. Donna en Jackie gaan naar de karatelessen waar Jackie haar gevoelens over Hyde vertelt. |             |                                      |               |                              |                   |  |
| 167 | 14          | Street Fighting Man                  | David Trainer | Alan Dybner                  | 9 februari 2005   |  |
| Donna wint enkele tickets voor een wedstrijd van de Green Bay Packers, maar niet genoeg voor iedereen. Daarom pluizen Hyde, Kelso en Fez uit hoe ze met z'n allen binnen geraken. Jackie blijft mopperen over haar relatiebreuk. Eric komt met de supporteros van de Green Bay Packers in aanvaring nadat hij supporterde voor de andere ploeg: de Chicago Bears.                                                             |             |                                      |               |                              |                   |  |
| 168 | 15          | It's All over Now                    | David Trainer | Mark Hudis                   | 16 februari 2005  |  |
| Donna wordt door haar nieuwe collega Sarah ontslagen omdat ze niet kwam opdagen voor een interview met Tom Jones. Jackie vraagt Fez advies hoe ze Hyde terug voor haar kan winnen. Gastoptreden van Eliza Dushku en Tom Jones |             |                                      |               |                              |                   |  |
| 169 | 16          | On With the Show                     | David Trainer | Dave Schiff                  | 23 februari 2005  |  |
| Jackie bereidt zich voor voor een optreden op de televisie, maar krijgt plankenvrees. |             |                                      |               |                              |                   |  |
| 170 | 17          | Down The Road Apiece                 | David Trainer | Philip Stark                 | 2 maart 2005      |  |
| Eric verlaat Point Place om een documentaire te maken over mensen die in hun caravan wonen. Daarbij ontmoet hij Leo. Jackie en Hyde trachten hun relatie te hervatten met Fez als hun coach. |             |                                      |               |                              |                   |  |
| 171 | 18          | Oh, Baby (We Got a Good Thing Goin') | David Trainer | Gregg Mettler                | 9 maart 2005      |  |
| Kelso is de babysit van Betsy, maar ze geraakt zoek in het huis van de familie Forman. |             |                                      |               |                              |                   |  |
| 172 | 19          | Who's Been Sleeping Here?            | David Trainer | David Spancer                | 23 maart 2005     |  |
| Kelso wil dat Hyde en Jackie de peter en meter worden van Betsy. Dat zint Eric en Donna niet. Angie ontdekt dat er iemand verdoken leeft in het gebouw van de muziekwinkel. |             |                                      |               |                              |                   |  |
| 173 | 20          | Gimme Shelter                        | David Trainer | Chris Peterson & Bryan Moore | 30 maart 2005     |  |
| Nadat Jackie afstudeert aan de middelbare school beseft Eric dat hij de enige is zonder diploma en begint na te denken over zijn toekomst en zijn job. Daarom schrijft hij zich in voor een cursus chiropraxie, maar ziet hier vanaf nadat hij oefent op een van zijn vrienden wat een ware marteling bleek te zijn. Kelso en Fez vinden een appartement, maar de racistische eigenaar wil met hen geen huurcontract aangaan. |             |                                      |               |                              |                   |  |
| 174 | 21          | 2120 So. Michigan Ave                | David Trainer | Dean Batali                  | 27 april 2005     |  |
| Eric wil leraar worden, maar faalt in de proef "lichamelijke opvoeding". Hij krijgt wel een herkansing in de zomerperiode. Kelso en Fez kibbelen over wie welke kamer krijgt in het gehuurde appartement. |             |                                      |               |                              |                   |  |
| 175 | 22          | 2000 Light Years From Home           | David Trainer | Kristin Newman               | 4 mei 2005        |  |
| Eric is op zoek naar geld om zich in te schrijven in een school en komt terecht bij zijn voormalige studieadviseur. Kelso wil het uitmaken met Angie, maar verneemt dan dat zij promotie heeft gemaakt in het bedrijf van haar vader. |             |                                      |               |                              |                   |  |
| 176 | 23          | Take It Or Leave It                  | David Trainer | Gregg Mettler                | 11 mei 2005       |  |
| Jackie wil een job aannemen bij een televisiezender in Chicago, tenzij Hyde haar ten huwelijk vraagt. Donna tracht te voorkomen dat Eric naar Afrika vertrekt. |             |                                      |               |                              |                   |  |
| 177 | 24          | Short and Curlies                    | David Trainer | Rob Des Hotel                | 18 mei 2005       |  |
| Jackie maakt zich klaar om naar Chicago te vertrekken. Donna vindt geen geschikt afscheidsgeschenk voor Eric. |             |                                      |               |                              |                   |  |
| 178 | 25          | Til the Next Goodbye                 | David Trainer | Mark Hudis                   | 18 mei 2005       |  |
| De jongens komen nog eenmaal samen om marihuana te roken, maar worden door Red betrapt. Eric vertrekt naar Afrika. Hyde gaat op zoek naar Jackie: hij vindt haar in een hotelkamer in Chicago tezamen met Kelso. Laatste aflevering waar Topher Grace als Eric en Ashton Kutcher als Kelso hoofdpersonages zijn |             |                                      |               |                              |                   |  |

## Seizoen 8 (2005–2006)
| Nr. serie | Nr. seizoen | Titel van aflevering           | Regisseur     | Schrijver                                     | Uitzenddatum     |  |
| --- | ----------- | ------------------------------ | ------------- | --------------------------------------------- | ---------------- |  |
| 179 | 1           | Bohemian Rhapsody              | David Trainer | Gregg Mettler                                 | 2 november 2005  |  |
| Kitty, Fez en Donna spreken een bericht in op een cassettebandje waarin ze vertellen wat er allemaal gebeurde sinds Eric vertrok naar Afrika. Dat bandje sturen ze hem op. Red is beschaamd over een experiment van Kitty. Hyde en Jackie hebben ruzie omdat Hyde Kelso sloeg. Plots staat Samantha, een stripteaseuse, aan het huis van de familie Forman en beweert getrouwd te zijn met Hyde. Charlie valt van de watertoren en sterft.      |             |                                |               |                                               |                  |  |
| 180 | 2           | Somebody to Love               | David Trainer | Rob Des hotel                                 | 2 november 2005  |  |
| Randy Pearson solliciteert naar een niet-bestaande job in de muziekwinkel. Hyde, onder invloed, neemt hem aan en vraagt zich later af of de aanwerving wel een goed idee was. Jackie gaat uit, enkel om jongens te verleiden en daarna hun hart te breken. Red en Kitty willen dat Samantha vertrekt. Eerste aflevering met Josh Meyers in de rol van Randy Pearson                                                                             |             |                                |               |                                               |                  |  |
| 181 | 3           | You're My Best Friend          | David Trainer | Chris Peterson & Bryan Moore                  | 9 november 2005  |  |
| Randy wil Hyde toch een vrijgezellenfuif geven en dwingt Kelso en Fez om Hyde naar het huis van de familie Forman te brengen. Het resultaat van de uitstap is dat ze met z'n allen in de gevangenis belanden. Jackie is geschokt nadat ze verneemt dat Donna en Samantha vriendinnen zijn geworden. |             |                                |               |                                               |                  |  |
| 182 | 4           | Misfire                        | David Trainer | Kristin Newman                                | 16 november 2005 |  |
| Kelso krijgt een job aangeboden in een stipclub in Chicago en vertrekt. Red en Kitty vieren hun huwelijksverjaardag. Donna is slechtgezind omdat Eric meer naar Kitty belt dan naar haar. |             |                                |               |                                               |                  |  |
| 183 | 5           | Stone Cold Crazy               | David Trainer | Dave Schiff                                   | 30 november 2005 |  |
| Kitty voelt zich verwaarloosd dus Samantha geeft haar een restyling. Jackie neemt de kamer van Kelso over en gaat dus inwonen in het appartement van Fez. Met hulp van Samantha neemt Donna enkele naaktfoto's om op te sturen naar Eric. Echter geraken de foto's ergens anders verzeild. |             |                                |               |                                               |                  |  |
| 184 | 6           | Long Away                      | David Trainer | Philip Stark                                  | 7 december 2005  |  |
| Fez en Jackie denken dat Donna een relatie heeft met Randy en lichten Eric in. Red doet beroep op Leo als fotograaf op een bijeenkomst van de oorlogsveteranen. Red is fier omdat hij de veteraan is met de meeste medailles, maar dat is zonder Leo gerekend. Donna vertelt dat zij en Eric al enige tijd geen koppel meer vormen en er dus geen probleem is dat ze veel tijd met Randy doorbrengt.                                            |             |                                |               |                                               |                  |  |
| 185 | 7           | Fun It                         | David Trainer | David Spancer                                 | 14 december 2005 |  |
| De vriendengroep steelt de mascotte van het lokale hamburgerrestaurant en verstopt deze in de diepvriezer van de familie Forman. Wanneer Kitty de mascotte vindt, eist ze dat de groep deze terugplaatst. De schroeven worden echter niet correct geplaatst waardoor de mascotte valt en in stukken breekt. |             |                                |               |                                               |                  |  |
| 186 | 8           | Good Company                   | David Trainer | Dean Batali                                   | 12 januari 2006  |  |
| Kitty is boos op Fez omdat hij uitgaat met een vriendin van haar. Donna is weldra jarig en de rest weet niet wat ze haar als geschenk moeten geven. |             |                                |               |                                               |                  |  |
| 187 | 9           | Who Needs You                  | David Trainer | Sarah McLaughlin                              | 19 januari 2006  |  |
| Kitty en Red zijn het geruzie tussen Hyde en Samantha beu. Hyde zegt dat dit geruzie net goed is voor hun liefdesleven. Daarop trachten Kitty en Red dezelfde methode in de hoop om beterschap te krijgen in hun seksleven. Jackie laat het appartement onder water lopen. Donna zamelt geld in voor de kinderbibliotheek. |             |                                |               |                                               |                  |  |
| 188 | 10          | Sweet Lady                     | David Trainer | Alan Dybner                                   | 26 januari 2006  |  |
| Donna wantrouwt Randy nadat hij haar uitnodigt in een landhuis. Jackie wil een host worden in de talkshow van Christine St. George. Hyde twijfelt over zijn huwelijk. Gastopreden van Mary Tyler Moore |             |                                |               |                                               |                  |  |
| 189 | 11          | Good Old Fashioned Lover Boy   | David Trainer | Greg Schaffer & Steve Joe                     | 2 februari 2006  |  |
| Leo wordt verliefd. |             |                                |               |                                               |                  |  |
| 190 | 12          | Killer Queen                   | David Trainer | Mark Hudis                                    | 9 februari 2006  |  |
| Hyde vergat een geschenk te kopen voor Valentijn. Red blijkt een heleboel cadeautjes verstopt te hebben in geval van nood: ook hij vergat ooit de verjaardag van Kitty. Even later is die voorraad verdwenen: Samantha dacht dat al die cadeaus voor haar waren. |             |                                |               |                                               |                  |  |
| 191 | 13          | Spread Your Wings              | David Trainer | Gregg Mettler                                 | 16 maart 2006    |  |
| Donna tracht haar relatie met Randy geheim te houden. Fez tracht Hillary, een collega, voor zich te winnen. Jackie neemt een nieuwe job aan, maar is naderhand teleurgesteld. Kitty en Red ruimen Erics kamer op en betrappen Donna en Randy terwijl ze kussen. |             |                                |               |                                               |                  |  |
| 192 | 14          | Son and Daughter               | David Trainer | Ken Blankstein                                | 23 maart 2006    |  |
| Hyde let op het huis van zijn vader en organiseert er een feestje. Dit loopt volledig uit de hand. Kitty is kwaad op Donna omdat ze Randy kuste. Red verdedigt Randy, maar daardoor ontstaat er een ruzie tussen Red en Kitty waardoor Red tijdelijk intrek neemt in het huis van Bob. Donna legt aan Kitty uit dat haar relatie met Eric al enige tijd is afgelopen.                                                                           |             |                                |               |                                               |                  |  |
| 193 | 15          | Keep Yourself Alive            | David Trainer | Gregg Mettler                                 | 13 april 2006    |  |
| Fez verliest de trouwring van Kitty en schakelt de hulp van de rest in om deze te vinden. Bob verklapt aan Kitty dat de ring zoek is. |             |                                |               |                                               |                  |  |
| 194 | 16          | My Fairy King                  | David Trainer | Philip Stark                                  | 27 april 2006    |  |
| Hyde achterhaalt dat Samantha reeds getrouwd is met een andere man, dus hun huwelijk is nep. Red verliest veel klanten aan een concurrent en beslist om zijn zaak te sluiten en op pensioen te gaan. Jackie maakt een lijst op welke kwaliteiten een man volgens haar moet hebben. Haar conclusie is dat Fez de perfecte match voor haar is. |             |                                |               |                                               |                  |  |
| 195 | 17          | Crazy Little Thing Called Love | David Trainer | Kristin Newman                                | 27 april 2006    |  |
| Jackie gaat naar een relatietherapeut waarom ze plots bij Fez uitkomt als haar perfecte partner. Hieruit blijkt dat ze enkel Kelso en Hyde wou omdat deze reeds een relatie hadden. Nu Fez ook een relatie heeft, wil ze hem. De vriendin van Fez stopt de relatie omdat ze in het klooster treedt. |             |                                |               |                                               |                  |  |
| 196 | 18          | We Will Rock You               | David Trainer | Chris Peterson & Bryan Moore                  | 4 mei 2006       |  |
| Jackie tracht toenadering te zoeken tot Fez, zonder succes. Kitty en Red krijgen bezoek van hun nieuwe buren. Ze zijn verrast dat dit een homoseksueel koppel is. |             |                                |               |                                               |                  |  |
| 197 | 19          | Sheer Heart Attack             | David Trainer | Steve Joe & Greg Schaffer                     | 4 mei 2006       |  |
| Fez herneemt zijn relatie met de psychotische Caroline tot grote ontsteltenis van Jackie. Red en Hyde verkopen de overschot van de medicijnen voor het hart. Kitty denkt echter dat Hyde die voorraad heeft gestolen. |             |                                |               |                                               |                  |  |
| 198 | 20          | Leaving Home Ain't Easy        | David Trainer | Chris Peterson & Bryan Moore & Kristin Newman | 11 mei 2006      |  |
| Bob vraagt Red en Kitty om met hem naar Florida te verhuizen waar hij een hengelsportwinkel wil openen. Randy vraagt Donna om bij hem in te trekken. Jackie tracht Fez emotioneel te raken uit wraak dat hij niet voor haar koos. Zo snijdt ze de knoppen van zijn hemden en bekrast ze zijn auto. Uit wraak kleurt Fez het haar van Jackie groen en zegt haar dat hij haar nu aan de buitenkant even lelijk heeft gemaakt als haar binnenkant. |             |                                |               |                                               |                  |  |
| 199 | 21          | Love of My Life                | David Trainer | Gregg Mettler                                 | 18 mei 2006      |  |
| Hyde achterhaalt dat zijn vader de muziekwinkel heeft verkocht voor een groot bedrag. Fez krijgt bezoek uit zijn thuisland. Red en Kitty zetten hun huis te koop. Randy tracht uit te zoeken waarom zijn relatie met Donna is mislukt. Kitty heeft groot nieuws: Eric komt terug. Fez en Jackie hebben een goed gesprek. |             |                                |               |                                               |                  |  |
| 200 | 22          | That '70s Finale               | David Trainer | Gregg Mettler                                 | 18 mei 2006      |  |
| Het is 31 december 1979. Hyde helpt Kitty en Red in de keuze of ze al dan niet verhuizen en besluiten om te blijven. Fez is op zoek naar het geschikte moment om Jackie te kussen. Kelso keert terug om de laatste dag van de jaren 1970 met zijn vrienden te vieren. Hij valt nogmaals van de watertoren. Eric arriveert iets voor middernacht. Hij heeft een gesprek met Donna en ze herstarten hun relatie.                                  |             |                                |               |                                               |                  |  |